# Jack Sperling
Jack Sperling (17. august 1922 i New Jersey – 26. februar 2004 i Los Angeles, Californien) var en amerikansk trommeslager. 
Sperling huskes nok bedst som klarinetisten Pete Fountains trommeslager, men han har også spillet med f.eks. Henry Mancini, Frank Sinatra, Glenn Miller bigband, Ella Fitzgerald, Dean Martin, Benny Goodman, Chet Atkins, Harry Belafonte. etc. 
Han har også været sideman på filmindspilninger og tv. serier såsom Bonanza, Peter Gunn etc. 
Sperling var meget alsidig stilistisk, men må huskes nok mest for sit egagement i bigbands. 